# Cassetin

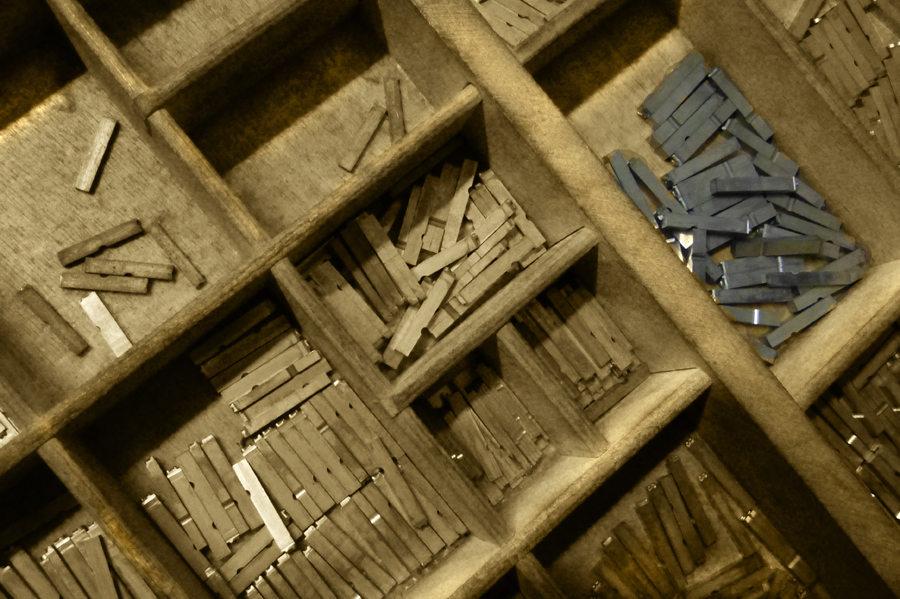
Cassetins dans une casse.

En typographie, le cassetin est une subdivision d’une casse, casier en bois destiné à contenir l’ensemble des caractères mobiles en plomb typographique d’une même fonte de caractères (c’est-à-dire de même corps, style et graisse d’une police de caractère donnée).
Il y a un cassetin pour chaque caractère et pour chaque format (capitale, bas-de-casse et exposant) : lettres standard, lettres accentuées, ligatures, chiffres, espaces, signes de ponctuation, etc.
La taille du cassetin varie selon la quantité de caractères mobiles qu’il contient, donc en fonction de la fréquence moyenne du caractère ; par exemple le « e » est la lettre la plus fréquente en français, le cassetin du « e » est par conséquent le plus grand. Le nombre total de cassetins varie selon les types de casses, qui dépendent des pays et des écritures. La casse utilisée en France, la « casse parisienne », comportait 115 cassetins.
Dans l’argot des typographes, « chier dans le cassetin aux apostrophes » signifiait « quitter le métier ». Dans l’argot des correcteurs, le cassetin désigne par métonymie le bureau des réviseurs, généralement situé au sein des rédactions de journalistes.
Le « cassetin du diable » était un cassetin pouvant contenir des caractères différents.